# Liste der Monuments historiques in Pontault-Combault
Die Liste der Monuments historiques in Pontault-Combault führt die Monuments historiques in der französischen Gemeinde Pontault-Combault auf.

## Liste der Objekte
| Bezeichnung                              | Beschreibung                     | Standort                      | Kennzeichnung | Schutzstatus | Datum | Bild |
| ---------------------------------------- | -------------------------------- | ----------------------------- | ------------- | ------------ | ----- | ---- |
| Glocke                                   | Bronze, 1558 gegossen            | in der Kirche St-Denis (Lage) | PM77001368    | Classé       | 1942  |      |
| Gradenkmal für Mathurin Collet           | Stein, 16. Jahrhundert           | in der Kirche St-Denis (Lage) | PM77004866    | Inscrit      | 2005  |      |
| Grabdenkmal des Pariser Bürgers Gencien  | Stein, Ende des 15. Jahrhunderts | in der Kirche St-Denis (Lage) | PM77002170    | Classé       |       |      |
| Grabdenkmal des Jacques Bourdin          | Marmor, 1517                     | in der Kirche St-Denis (Lage) | PM77004865    | Inscrit      | 2005  |      |
| Grabdenkmal für Roger und Marin Thieulin | Stein, 1622                      | in der Kirche St-Denis (Lage) | PM77004867    | Classé       | 2005  |      |